# Бен-10 (серия фильмов)
«Бен-10» (англ. Ben 10) — это серия популярных мультсериалов и телефильмов 2005—2022 годов, созданных студией Cartoon Network, являлись экранизацией комиксов студии «Man of Action».
Автор русских диалогов и режиссёр дубляжа на русский язык до 2016 года Татьяна Соболь (Хвостикова).

## Серия Мультфильмов Бен-10

### Бен-10: Классика
Мультсериал, 2005—2007. Первоначальной экранизацией комиксов был субботний мультсериал «Бен 10». В 2016 году был переименован в «Бен 10: Классика»
Бен Теннисон был обыкновенным 10-летним мальчишкой, который мечтает о приключениях, но ничего не может изменить. Но однажды Бен отправился на летние каникулы путешествовать в трейлере с дедушкой Максом и кузиной Гвен, он нашёл инопланетный прибор Омнитрикс (англ. Omnitrix), похожий на часы. В этих часах оказались заложены ДНК 10 инопланетян, в которых Бен отныне мог превращаться. Каждый из пришельцев обладает особыми сверхсилами, и Бен становится супергероем. Разумеется, за столь мощным оружием, как Омнитрикс, идёт охота на межгалактическом уровне…

### Бен-10: Секрет Омнитрикса
Мультипликационный телефильм, 2007.
Бен Теннисон мастерски овладел часами Омнитрикс и поборол множество пришельцев. Но теперь ему нужно спасать самого себя: часы Омнитрикс были активированы на самоуничтожение, и теперь Бен должен как можно скорее найти создателя часов Омнитрикс — Азимуса.

### Бен-10: Наперегонки со временем
Телефильм, 2007. Первый художественный фильм о похождениях Бена Теннисона.
Бен Теннисон — супергерой, враг инопланетных разбойников и тиранов, вынужден снова стать обычным школьником. Летние каникулы кончились, а вместе с ними и приключения. Бену больше нельзя пользоваться часами. Но из другого мира сбегает Иона — один из инопланетных врагов Бена, чтобы украсть Омнитрикс у Бена и поработить мир. Бену приходится опять прибегнуть к помощи часов.

### Бен-10: Инопланетная сила
Мультсериал, 2008—2010. Продолжение мультсериала «Бен 10».
Когда Макс Теннисон (дедушка Бена) исчез, Бен и Гвен остались одни. Бену и Гвен исполнилось по 15 лет. Они собирают небольшую команду, чтобы бороться с пришельцами. Ради того, чтобы спасти Землю, к Бену присоединяется и Кевин, его бывший враг. Также у Кевина появился автомобиль — зелёный Додж Челенджер 1971 года с чёрными полосами и кучей инопланетной техники под капотом.

### Бен-10: Инопланетный рой
Телефильм, 2009.
Фильм представляет собой сиквел мультсериала «Бен-10: Инопланетная сила». Бен, Гвен и Кевин объединяются со своей давней знакомой Еленой Вэлидас против чипов-инопланетян.

### Бен-10: Инопланетная сверхсила
Мультсериал, 2010—2012. Продолжение мультсериалов «Бен 10 Классика» и «Бен 10: Инопланетная сила».
Прошёл год после событий финала мультсериала «Бен 10: Инопланетная сила». Вилгакс был побеждён. Теперь Бену и Гвен Теннисонам исполнилось по 16 лет, а Кевину 17. Тайна Бена известна всему миру и он стал любимым супергероем детей и подростков, но до сих пор не пользуется доверием взрослых. Бену снова придётся противостоять новой угрозе — пришельцу по имени Агрессор и другим. Также в этом мультсериале у Кевина появился свой собственный корабль.

### Бен-10/Генератор Рекс — Работа в команде
Мультипликационный телефильм, ноябрь 2011.
Сюжет: В этом новом захватывающем мультфильме два супер-героя Бен 10 и Генератор Рекс будут сотрудничать вместе! Их знакомство произошло в парке, когда Рекс проходил мимо и увидел Гумангозавра (Рекс подумал, что он ЭВО). Началась драка. После того как Бен превратился в человека, они познакомились. В ходе событий они присоединяются друг к другу для борьбы против Зла.

### Бен-10: Крушение пришельцев
Мультипликационный телефильм, март 2012.
События мультфильма разворачиваются примерно через месяц после битвы с Ионом (Бен-10: Наперегонки со временем).
Сюжет: всё начинается с того, что Бен, Гвен и Дедушка Макс сталкиваются с неизвестной технологией, похожей на танк. Бен решает превратиться в Апгрейда (так здесь называется супергерой Плазма), но Гвен думает, что остановить танк может её заклинание. В итоге, Бен захватывает танк, а Гвен, используя заклинание, случайно повреждает Омнитрикс. Вскоре, появляется Тетракс — инопланетный друг Бена, похожий на его супергероя из часов — Алмаза. Он рассказывает мальчику о том, что с ним хочет встретиться Азимус — гуманоидный создатель Омнитрикса. Но на них нападает злой Супер-Большой, а Бен, превратившийся в Жука, пытается его остановить, но часы отключаются и заключают в себя злого Супер-Большого. Они уже собираются улететь с Земли искать Азимуса, как вдруг корабль Тетракса был кем-то сбит. Бен вылетает из корабля и, превратившись в Алмаза, пытается вернуться в Белвуд. Тем временем, Гвен и Дедушка Макс начинают поиски Бена. Тот в то же время сталкивается с синим Апгрейдом, который для чего-то хочет найти Азимуса и сбил корабль Тетракса. Бен также узнаёт, что его часы не превращают его обратно в человека по неизвестным причинам. Превратившись в Гуманоида, ему удаётся от него сбежать. Тем временем, Гвен и Дедушка Макс встречаются с Тетраксом и находят в бортовом журнале Азимуса видео, на котором Азимус потерпел крушение и встретил злого Супер-Большого. Бен возвращается домой, но родители, увидев его в образе Гуманоида и Алмаза, падают в обморок. Появляется синий Апгрейд и, во время схватки с ним, Бена, Гвен, Тетракса и синего Апгрейда засасывает в Омнитрикс. Там Бен, Гвен и Тетракс узнают, что синий Апгрейд — отец Азимуса, желающий отомстить за предполагаемую гибель сына при крушении на Земле, когда и появился Супер-Большой. Внезапно появляется сам Супер-Большой и, благодаря Гвен, всем пятерым удаётся вернуться в Белвуд. Однако, родители Бена, по ошибке Омнитрикса, превращаются в Космического Пса и Человека-огня, а злой Супер-Большой идёт крушить Белвуд. За ним в погоню летит отец Азимуса. Тогда-то Гвен и понимает, что Омнитрикс превратил Азимуса в злого Супер-Большого, также как и родителей Бена в Пса и Человека-огня. Бену и Гвен удаётся убедить синего Апгрейда, что Супер-Большой — его сын, и Азимус, восстановив Омнитрикс, снова превращается в гуманоида. Вскоре, Бен, Гвен, Дедушка Макс и Тетракс узнают, что синий Апгрейд — это доспехи, а отец Азимуса — тоже является гуманоидом. Азимус и его отец вновь превращают родителей Бена в самих себя и восстанавливают фургон Макса, который был разрушен во время схватки с синим Апгрейдом. Мультфильм заканчивается тем, что герои едут на рыбалку, но появляется доктор Энимо. Бен, Гвен и Дедушка Макс вступают с ним в бой.

### Бен-10: Омниверс
Мультсериал, 2012—2014. В русском дубляже известен как «Бен-10: Омниверс». Продолжение мультсериала «Бен 10: Инопланетная сверхсила».

### Бен-10 (Перезапуск)
Является перезапуском серии Бен-10. Премьера мультсериала состоялась 1 октября 2016 года в Австралии, Новой Зеландии и Азиатских регионах. В России 10 октября. В США 10 апреля 2017.

### Предстоящий Комикс Бен-10 2025
Новый Комикс «Бен-10» является частью партнерства Dynamite Entertainment (Создатели комиксов Пацаны) и Warner Bros. Наряду с другими захватывающими и ностальгическими играми, анонсированными Dynamite на SDCC, такими как Captain Planet и Dynomutt, кажется, что современный мир комиксов действительно охватывает прошлое. Что касается своей новой франшизы «Бен 10», Dynamite Entertainment называет её «моментом полного цикла для Бена», поскольку любимый персонаж и мир были созданы и развиты коллективом Man of Action Entertainment. Эта группа была основана четырьмя корифеями комиксов: Джо Келли, Джо Кейси, Стивен Т. Сигл и Дункан Руло. Дункан Подтвердил в Твиттере что комикс будет взрослым чем все предыдущие экранизации Бен 10.

### Предстоящий кинофильм о Бене-10 в 2026
Будущий фильм о Бене-10. Проект был анонсирован еще в 2011 году, продюсером фильма должен был стать Джоэл Сильвер . Но новостей не было. В 2019 году фильм мог стать сериалом на тогдашнем потоковом сервисе Warner Media, но затем от идеи сериала отказались в пользу кино адаптации франшизы Бен-10.На данный момент снова началась разработка фильма, но, скорее всего, Джоэл Сильвер больше не участвует в проекте. О грядущем фильме известно немногое, кроме того, что Warner Bros. работают над фильмом с большим бюджетом. Скорее всего, фильм выйдет в кинотеатрах к 2026 году.

## Видеоигры
- Ben 10 (HyperScan)
- Ben 10: Protector of Earth
- Ben 10: Alien Force
- Ben 10 Alien Force: Vilgax Attacks
- Ben 10 Alien Force: The Rise of Hex
- Ben 10 Ultimate Alien: Cosmic Destruction
- Ben 10: Galactic Racing
- Ben 10: Omniverse
- Ben 10: Omniverse 2
- Ben 10: All Out Attack! (для мобильных телефонов)
- Ben 10 (2017)
- Brawlhalla (Crossover)
- Ben 10 : Power Trip
- Ben 10 2025